# Palacio de Aguirre
El Palacio de Aguirre de Cartagena es una construcción modernista del arquitecto Víctor Beltrí.
Después de haber realizado con gran éxito la construcción de la Casa Cervantes, el empresario minero Camilo Aguirre le encarga en 1898 la construcción de este palacete, que se concluye en 1901.

## Fachada
De este palacete destacan en su fachada la decoración cerámica de ángeles en la parte superior, el mirador realizado según la tradición cartagenera, la decoración escultórica de abejas (típico icono modernista que representa la prosperidad basada en el trabajo) y su cúpula cerámica.

## Interior
En el interior se conservan algunas dependencias originales: Destaca especialmente el salón de baile, con decoración neorrococó y pinturas en el techo de Cecilio Pla representando una alegoría de la primavera. Se conservan también el despacho que da al mirador, el vestíbulo, la escalera imperial y el oratorio de estilo neogótico. 
En la actualidad es sede de la Comunidad Autónoma de la Región de Murcia en Cartagena y forma parte del recién inaugurado en 2009 MURAM (Museo Regional de Arte Moderno).

## Galería

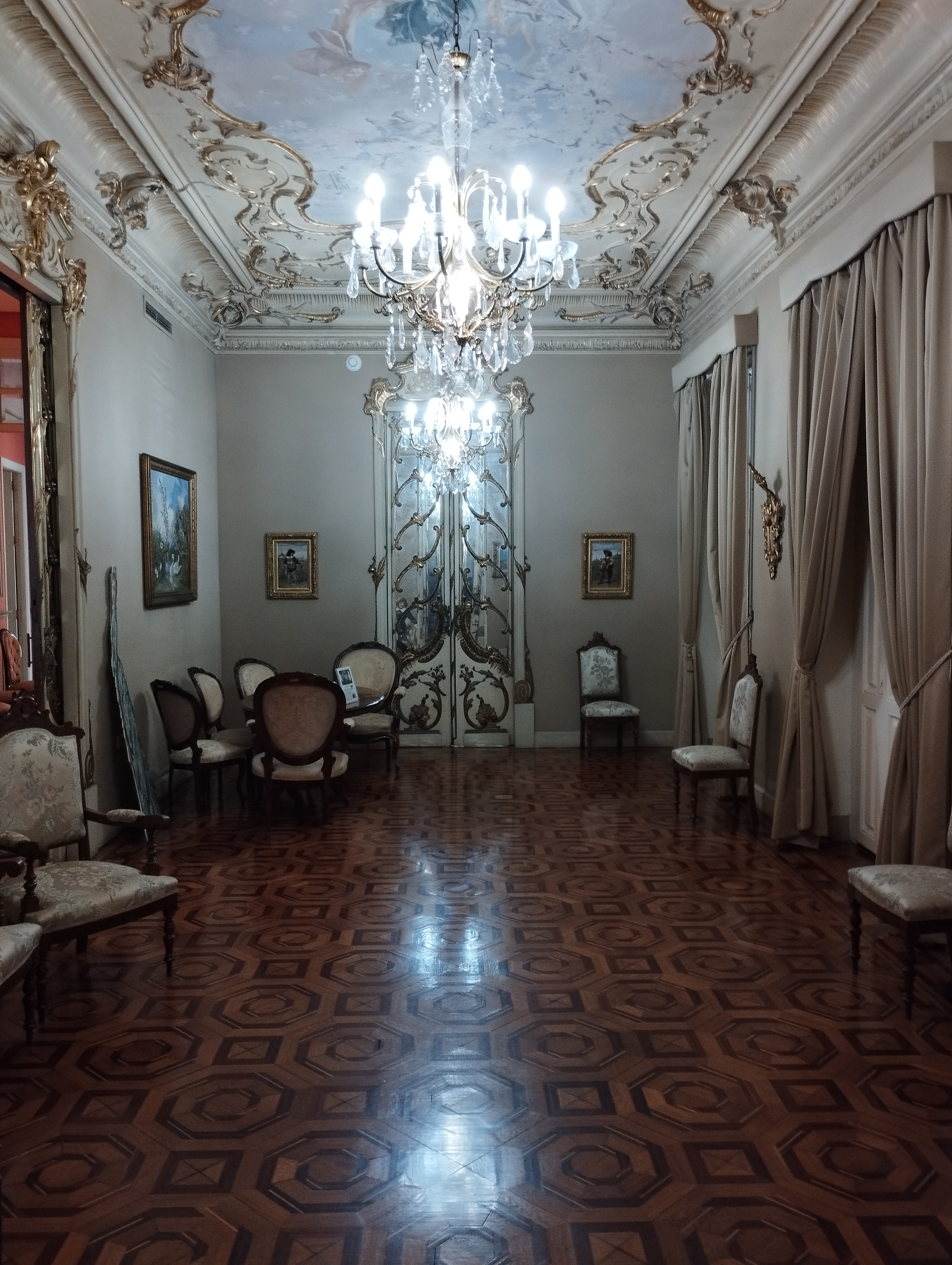
Salón de baile.
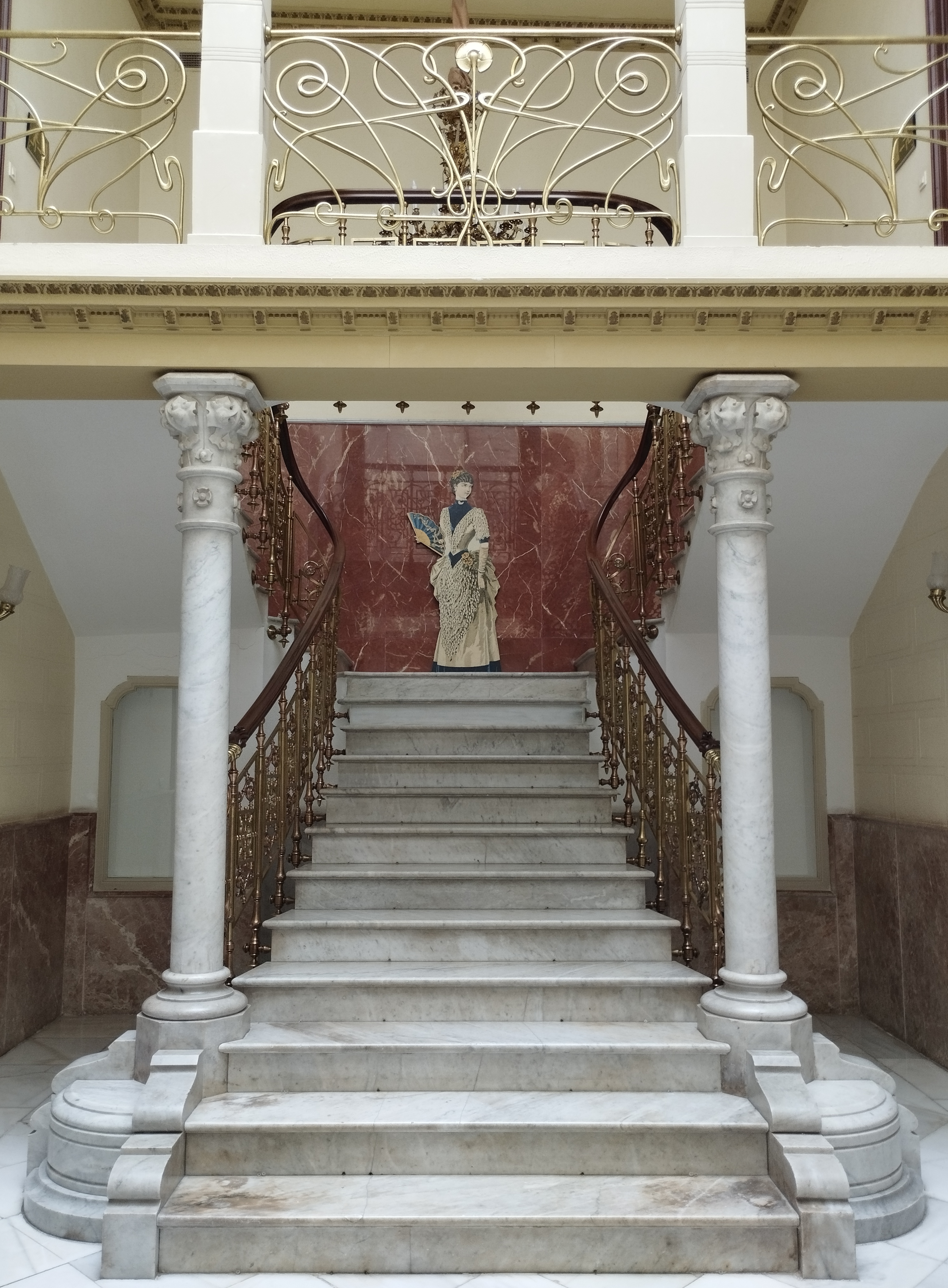
Escalera principal.
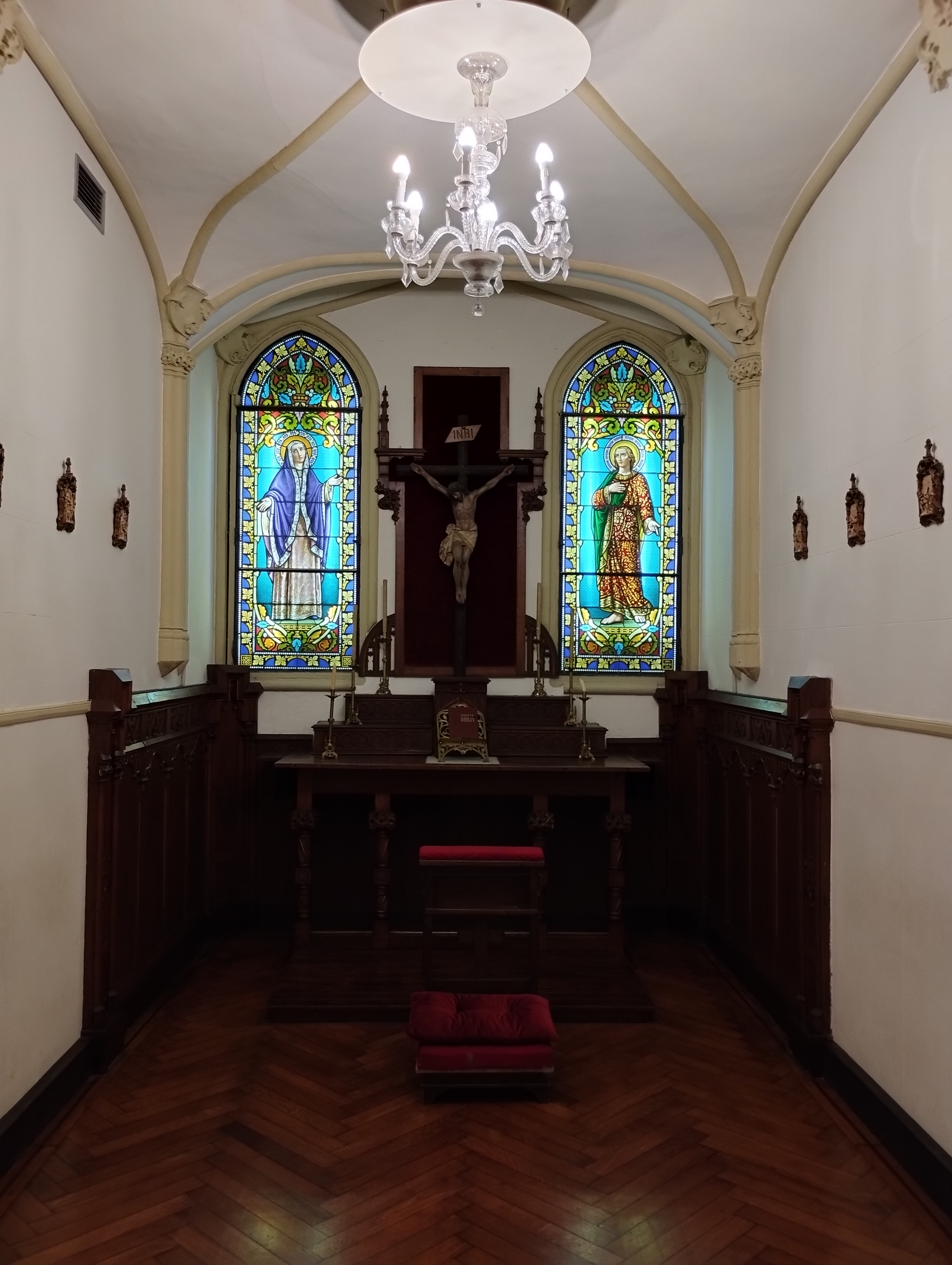
Oratorio.
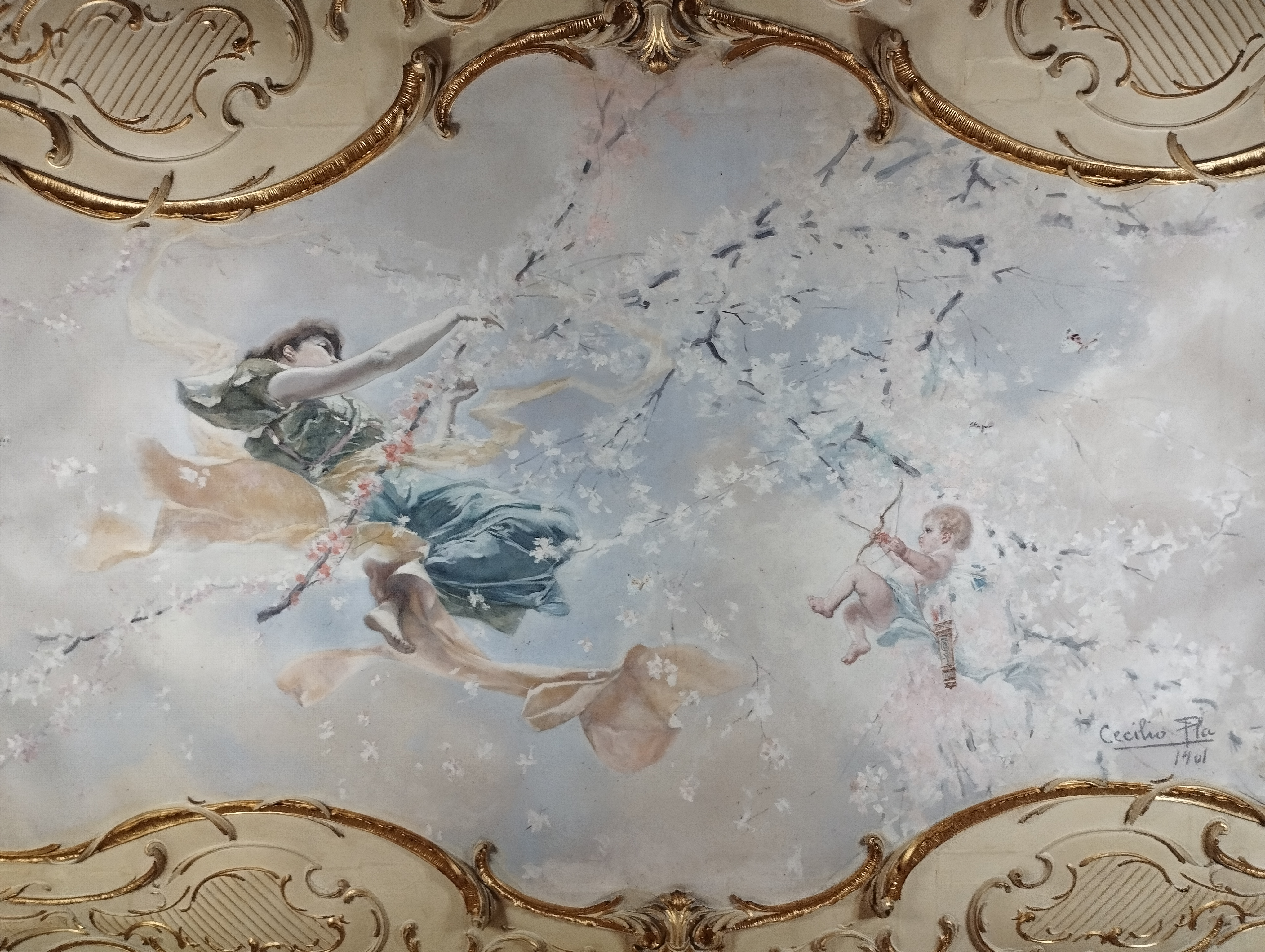
Alegoría de la primavera, obra de Cecilio Pla en el techo del salón de baile.

## Visita virtual
Desde 2014 cuenta con la posibilidad de visitarse virtualmente a través de internet:
- Palacio de Aguirre Interactivo